# 世界一高い建築物の変遷
世界一高い建築物の変遷は、あらゆる建築物の中で世界一高いものを時系列に並べた一覧である。

## 概要
その年代に確実に現存していた建築物で高さの記録が残っているものがこの一覧に記載される。後に増築されたとしても、ここに載っている記録はあくまで世界一高かった時点での高さである。もし、崩壊や解体などで世界一の高さでなくなった場合は、歴代で一番のものよりも低いものが現役で世界一になることもある。
複数の建築物が同じ高さで存在している場合は、建設された時期が一番古いものを採用する。
エジプトのピラミッド群に関しては、建設された年代は推定であり、当時の高さも現存している遺跡からのおおよその推定である。
高さは全て地上から計測されたものである。現状のこの一覧には海上の建築物は含まれていないが、海上の建築物は水面からの高さを基準とする。
1500mの高さのマグノリアETLPはこの一覧に含まれていない。なぜなら、この水上の張力脚石油プラットホームは水に浮遊している状態であり、水中に伸びている部分では実際に建築物を支えていないためである。

## 1884年 – 現在
| 名前                               | 国               | 都市               | 高さ    | 種類               | 記録保持期間  | 備考           |
| ---------------------------------- | ---------------- | ------------------ | ------- | ------------------ | ------------- | -------------- |
| ブルジュ・ハリーファ               | アラブ首長国連邦 | ドバイ             | 829.84m | 高層ビル           | 2008 -        |                |
| KVLYテレビ塔                       | アメリカ合衆国   | ブランチャード     | 629m    | 電波塔             | 1991 - 2008年 |                |
| ワルシャワラジオ塔                 | ポーランド       | コンスタンティヌフ | 646m    | 電波塔             | 1974 - 1991年 | 1991年倒壊。   |
| KVLYテレビ塔                       | アメリカ合衆国   | ブランチャード     | 629m    | 電波塔             | 1963 - 1974年 |                |
| WIMZ-FM塔                          | アメリカ合衆国   | ノックスビル       | 534m    | 電波塔             | 1963年        |                |
| WTVMテレビ塔                       | アメリカ合衆国   | カセッタ           | 533m    | 電波塔             | 1962 - 1963年 |                |
| KFVSテレビ塔                       | アメリカ合衆国   | ケープジラード郡   | 511m    | 電波塔             | 1960 - 1962年 |                |
| WGMEテレビ塔                       | アメリカ合衆国   | レイモンド         | 493m    | 電波塔             | 1959 - 1960年 |                |
| KSWSテレビ塔                       | アメリカ合衆国   | カプロック         | 491m    | 電波塔             | 1956 - 1959年 |                |
| KWテレビ塔                         | アメリカ合衆国   | オクラホマシティ   | 480m    | 電波塔             | 1954 - 1956年 |                |
| エンパイア・ステート・ビルディング | アメリカ合衆国   | ニューヨーク       | 449m    | 高層ビル           | 1951 - 1954年 | アンテナを増築 |
| エンパイア・ステート・ビルディング | アメリカ合衆国   | ニューヨーク       | 381m    | 高層ビル           | 1931 - 1951年 |                |
| クライスラービル                   | アメリカ合衆国   | ニューヨーク       | 319m    | 高層ビル           | 1930 - 1931年 |                |
| エッフェル塔                       | フランス         | パリ               | 300m    | 展望タワー・電波塔 | 1889 - 1930年 |                |
| ワシントン記念塔                   | アメリカ合衆国   | ワシントンD.C.     | 169m    | モニュメント       | 1884 - 1889年 |                |

## 1311–1884年
| 名前                 | 国           | 都市               | 高さ | 種類 | 記録保持期間      | 備考 |
| -------------------- | ------------ | ------------------ | ---- | ---- | ----------------- | --- |
| ケルン大聖堂         | ドイツ       | ケルン             | 157m | 教会 | 1880 - 1884年     | |
| ルーアン大聖堂       | フランス     | ルーアン           | 151m | 教会 | 1876 - 1880年     | |
| 聖ニコライ教会       | ドイツ       | ハンブルク         | 147m | 教会 | 1874 - 1876年     | 1943年の大空襲で教会は焼失し撤去。 尖塔は空襲の証人として廃墟のまま保存                                          |
| ストラスブール大聖堂 | フランス     | ストラスブール     | 142m | 教会 | 1647 - 1874年     | |
| 聖マリア教会         | ドイツ       | シュトラールズント | 151m | 教会 | 1573 - 1647年     | 1647年に落雷により尖塔が炎上、崩壊 現在の尖塔は高さ104m                                                          |
| ボーヴェ大聖堂       | フランス     | ボーヴェ           | 153m | 教会 | 1569 - 1573年     | 1573年に倒壊。尖塔は再建されず                                                                                   |
| 聖マリア教会         | ドイツ       | シュトラールズント | 151m | 教会 | 1549 - 1569年     | |
| （聖オーラフ教会）   | エストニア   | タリン             | 159m | 教会 | （1549 - 1625年） | 1625年に落雷により尖塔が炎上、崩壊 現在の尖塔は高さ124m ただし1625年以前の塔がこれほど高かったかどうかは疑わしい |
| リンカン大聖堂       | イングランド | リンカン           | 160m | 教会 | 1311 - 1549年     | 1549年に嵐により尖塔が崩壊 尖塔の土台であった塔（83m）が現存                                                     |

## BC2612 – AD1311年
| 名前                         | 国       | 都市         | 高さ | 種類       | 記録保持期間      | 備考 |
| ---------------------------- | -------- | ------------ | ---- | ---------- | ----------------- | ---- |
| ギザの大ピラミッド           | エジプト | ギザ         | 147m | ピラミッド | BC2566 - AD1311年 |      |
| 赤いピラミッド               | エジプト | ダハシュール | 104m | ピラミッド | BC2589 - BC2566年 |      |
| 屈折ピラミッド               | エジプト | ダハシュール | 101m | ピラミッド | BC2596 - BC2589年 |      |
| メイドゥームの階段ピラミッド | エジプト | メイドゥーム | 65m  | ピラミッド | BC2604 - BC2596年 |      |
| ジェゼル王のピラミッド       | エジプト | サッカラ     | 62m  | ピラミッド | BC2612 - BC2604年 |      |

## BC10000 – BC2612年
| 名前         | 国         | 都市     | 高さ | 種類 | 記録保持期間       | 備考 |
| ------------ | ---------- | -------- | ---- | ---- | ------------------ | ---- |
| エリコの塔   | パレスチナ | エリコ   | 8.5m | 塔   | BC8000 - BC2612年  |      |
| Tell Qaramel | シリア     | アレッポ | 4.1m | 集落 | BC10000 - BC8000年 |      |

## その他
- アレクサンドリアの大灯台 - 紀元前3世紀頃。全高約134メートル。ギザの大ピラミッドに及ばず。
- ワールドトレードセンター - 1973年、高さ528m.KVLY-TV塔に及ばず。